# 守口市
守口市（日语：／ Moriguchi shi */?）是位於日本大阪府東北部的城市，與大阪市相鄰，因此也是大阪市的通勤城市與衛星城市。曾經在1990年舉辦國際花與綠博覽會的場地－鶴見綠地的西半部就屬於本市的轄區。
松下電器總公司登記地址雖然位於相鄰的門真市，但由於該公司的廠區橫跨門真市與守口市兩市的市界，最初松下電器的總公司辦公室確實也是位於門真市的轄區內，但經過搬遷後，目前實際上松下電器的總公司辦公室是位於守口市。與松下電器關係密切的三洋電機在1949年創立時的總公司也是設於此地，直到2015年才遷至大東市。
司馬遼太郎早期曾住於本市。

## 歷史
過去在另制國時代屬於河內國茨田郡。
一般傳說「守口」名稱的由來是16世紀豐臣秀吉建築大坂城後，在此設置「守衛口」（まもり口），後來轉成現在的「守口」之名。但根據考證，早在14世紀室町時代在本地就已經有「森口村」或「守口村」兩個相同發音相同的地名了，其中的「森口」推論可能是指進入位於本地周邊生駒山地大片原生林的入口。
江戶時代後，本地大多為幕府直轄的領地，19世紀明治維新後曾先後隸屬大坂裁判所（後來的大阪府）、河內縣、堺縣，在1881年隨著堺縣被併入大阪府後隸屬大阪府至今。
在1889年實施町村制時，現在的守口市轄區北部在當時屬於庭窪村、南部屬於三鄉村、中部區域屬於守口町。三鄉村在1936年升格改制為三鄉町後，與守口町在1946年合併為新設立的守口市；庭窪村則在1948年升格改制為庭窪町後，1957年併入守口市，也形成現在的守口市的轄區範圍。
1949年三洋電機在此成立，此後總部一直設於守口市內，而總部位於門真市的松下電器也因為其廠區跨越守口市和門真市兩地轄區，松下電器旗下不少子公司的公司登記也設於守口市內，隨著兩間公司規模的日益成長，逐漸成為受口市最主要的企業，甚至市政的主要稅收也都來自這兩間公司。
但在1990年代日本泡沫經濟破裂，日本各大企業的業績開始低迷，連帶影響守口市政府的稅收，造成財政困難，與守口市與相鄰的門真市過去也同樣仰賴來自松下電器的稅收，也面臨相同困境；兩市在2002年為解決財政困境，開始商議進行合併已取得發行特例公債的權力，經商討後兩市一度取得共識規劃合併為「守口門真市」，但在2004年的公民投票中，未獲得居民的同意，合併案因而告吹。

### 變遷表
| 1889年4月1日 | 1889年 - 1912年 | 1912年 - 1944年            | 1945年 - 1954年            | 1955年 - 1988年            | 1988年 - 現在 | 現在   |
| ------------ | --------------- | -------------------------- | -------------------------- | -------------------------- | ------------- | ------ |
| 守口町       | 守口町          | 守口町                     | 1946年11月1日 合併為守口市 | 1946年11月1日 合併為守口市 | 守口市        | 守口市 |
| 三鄉村       | 三鄉村          | 1936年12月1日 改制為三鄉町 | 1946年11月1日 合併為守口市 | 1946年11月1日 合併為守口市 | 守口市        | 守口市 |
| 庭窪村       | 庭窪村          | 庭窪村                     | 1948年4月1日 改制為庭窪町  | 1957年4月1日 併入守口市    | 守口市        | 守口市 |

## 行政

### 歴任市長
|   | 姓名     | 在任時間                   |
| - | -------- | -------------------------- |
| 1 | 八代智藏 | 1947年〜1949年             |
| 2 | 井上七郎 | 1949年〜1953年             |
| 3 | 木崎正隆 | 1953年〜1987年             |
| 4 | 喜多洋三 | 1987年〜2007年             |
| 5 | 西口勇   | 2007年〜2011年             |
| 6 | 西端勝樹 | 2011年8月7日〜2023年4月1日 |
| 7 | 瀬野憲一 | 2023年4月24日〜現任        |

## 交通
轄內主要車站是京阪電氣鐵道京阪本線的守口市車站，除了京阪本線，大阪市高速電氣軌道谷町線、今里筋線、大阪高速鐵道大阪單軌電車線也都有通過轄區。

### 鐵路
- 京阪電氣鐵道
  -  京阪本線：（大阪市） - 瀧井車站 - 土居車站 - 守口市車站 - 西三莊車站 - （門真市→）
- 大阪市高速電氣軌道
  -  谷町線：大日車站 - 守口車站 - 太子橋今市車站 - （大阪市→）
  -  今里筋線：（大阪市） - 太子橋今市車站 - （大阪市）
- 大阪高速鐵道
  - 大阪單軌電車線：（←攝津市） - 大日車站 - （門真市）

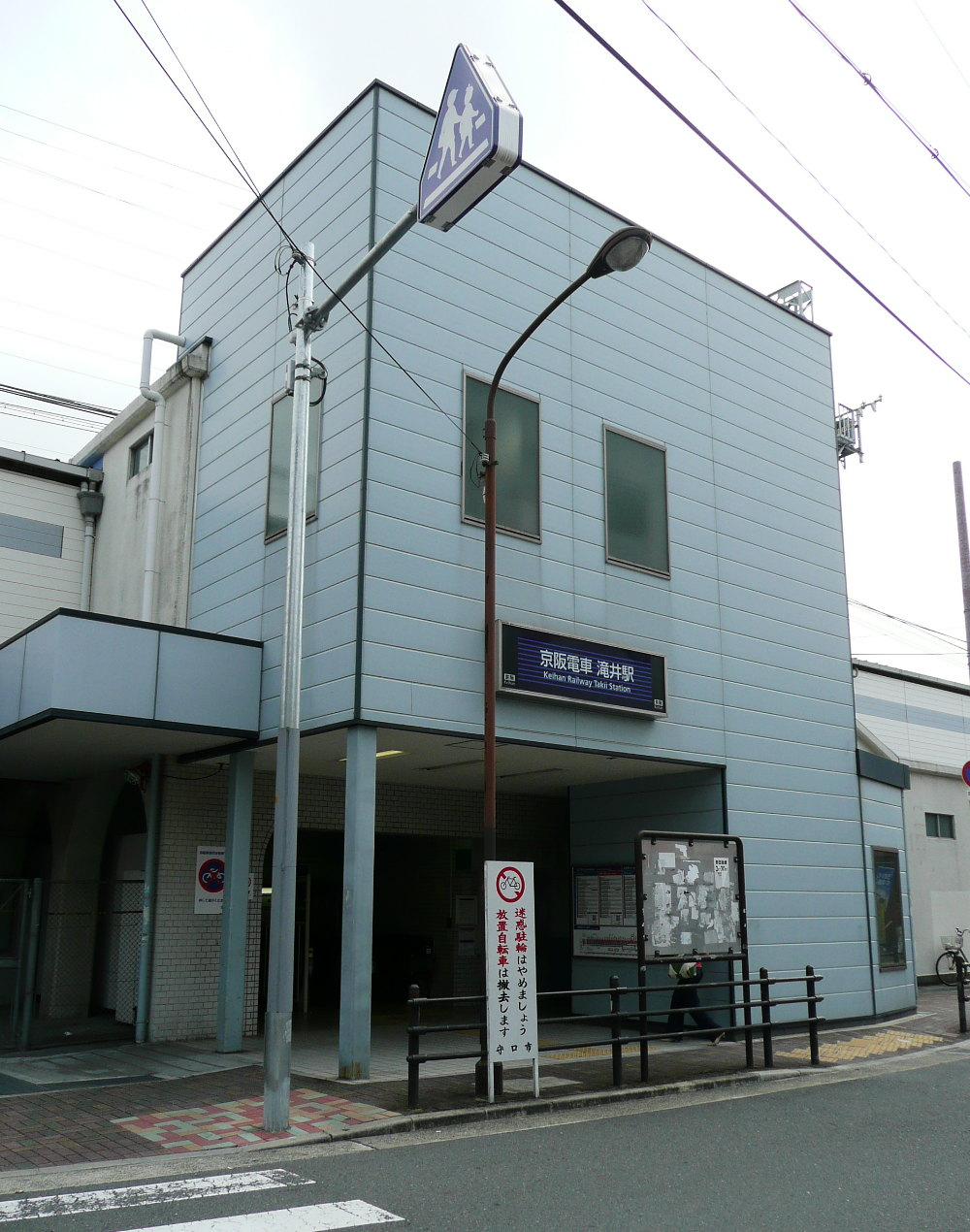
瀧井車站
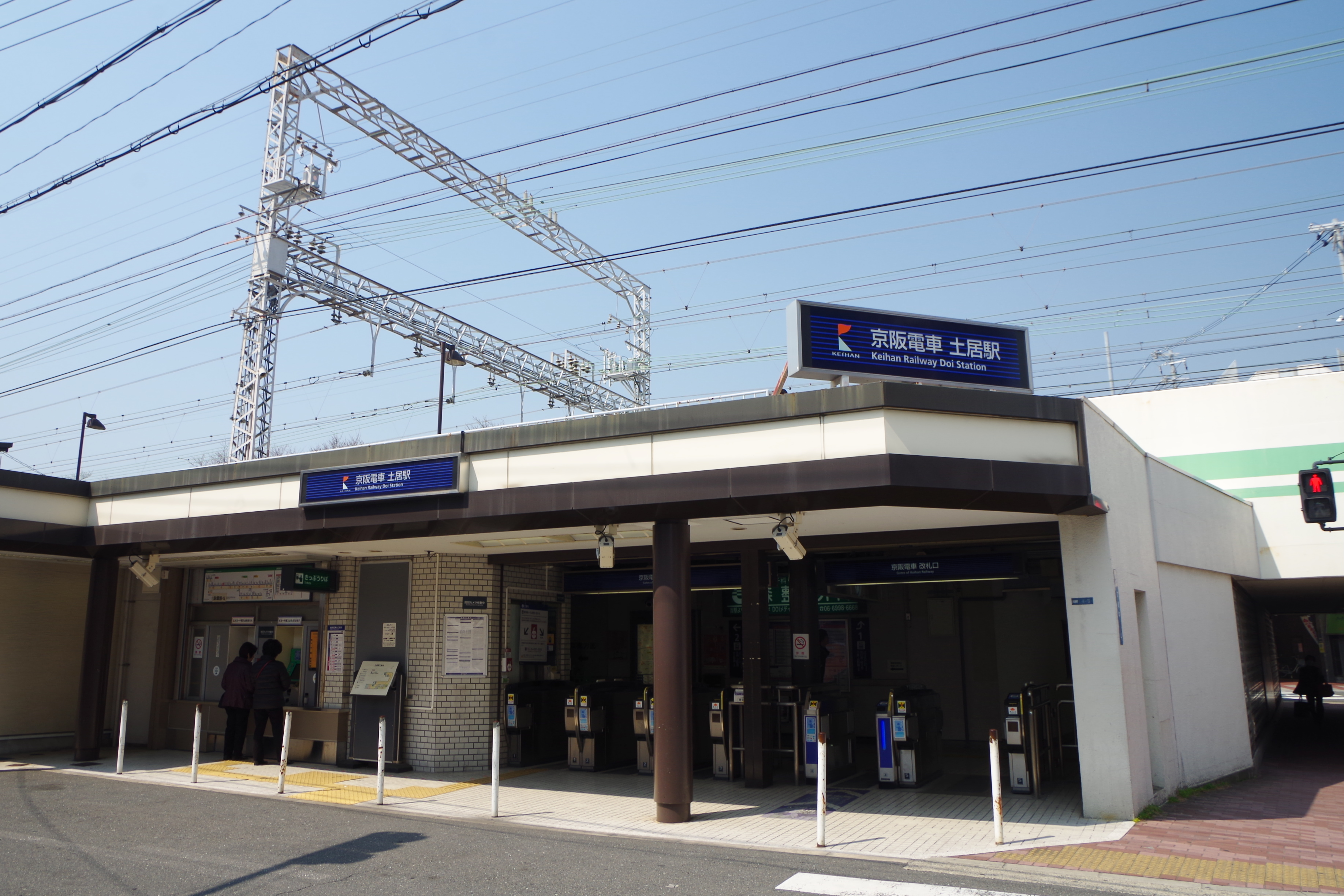
土居車站
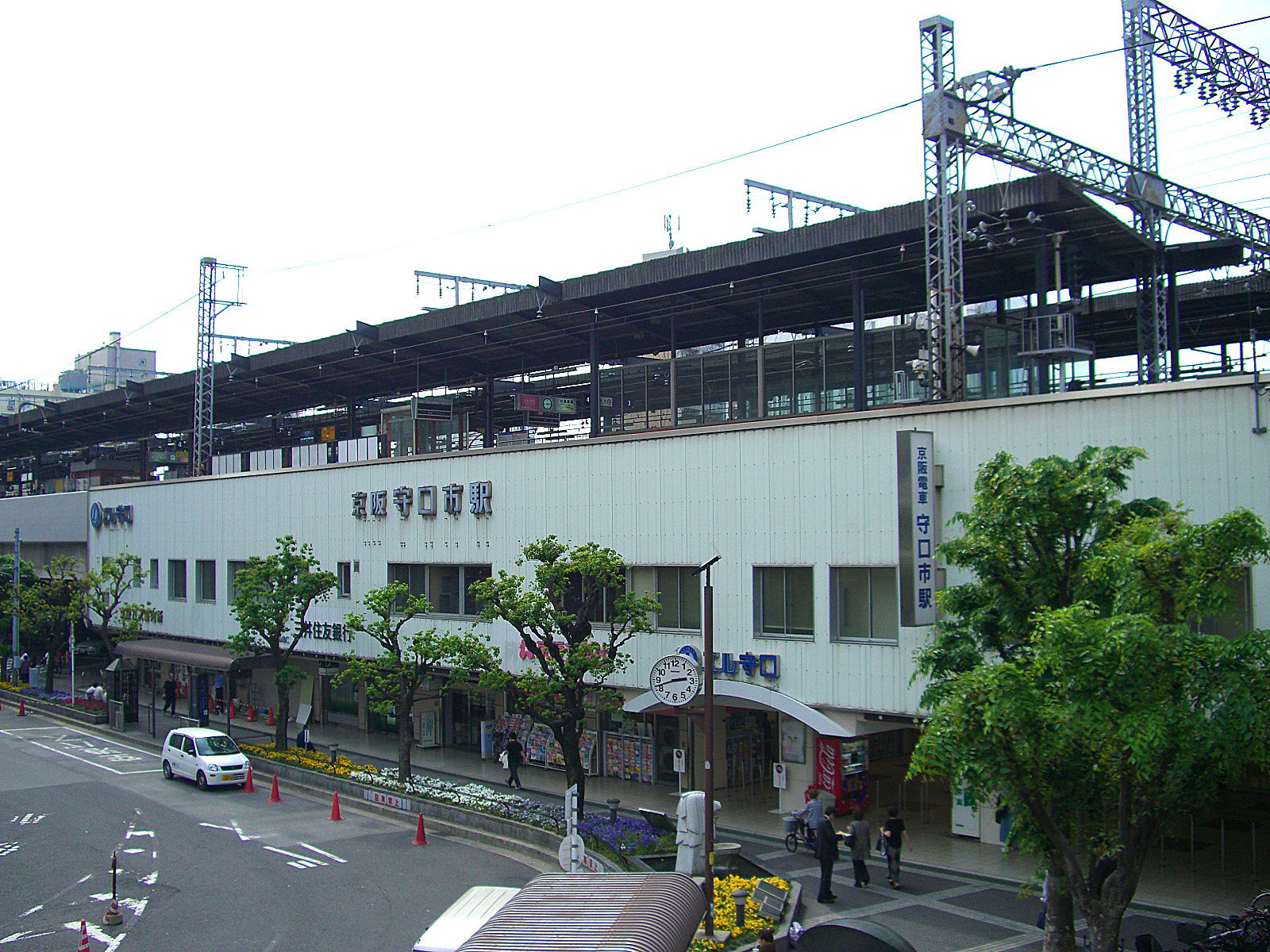
守口市車站
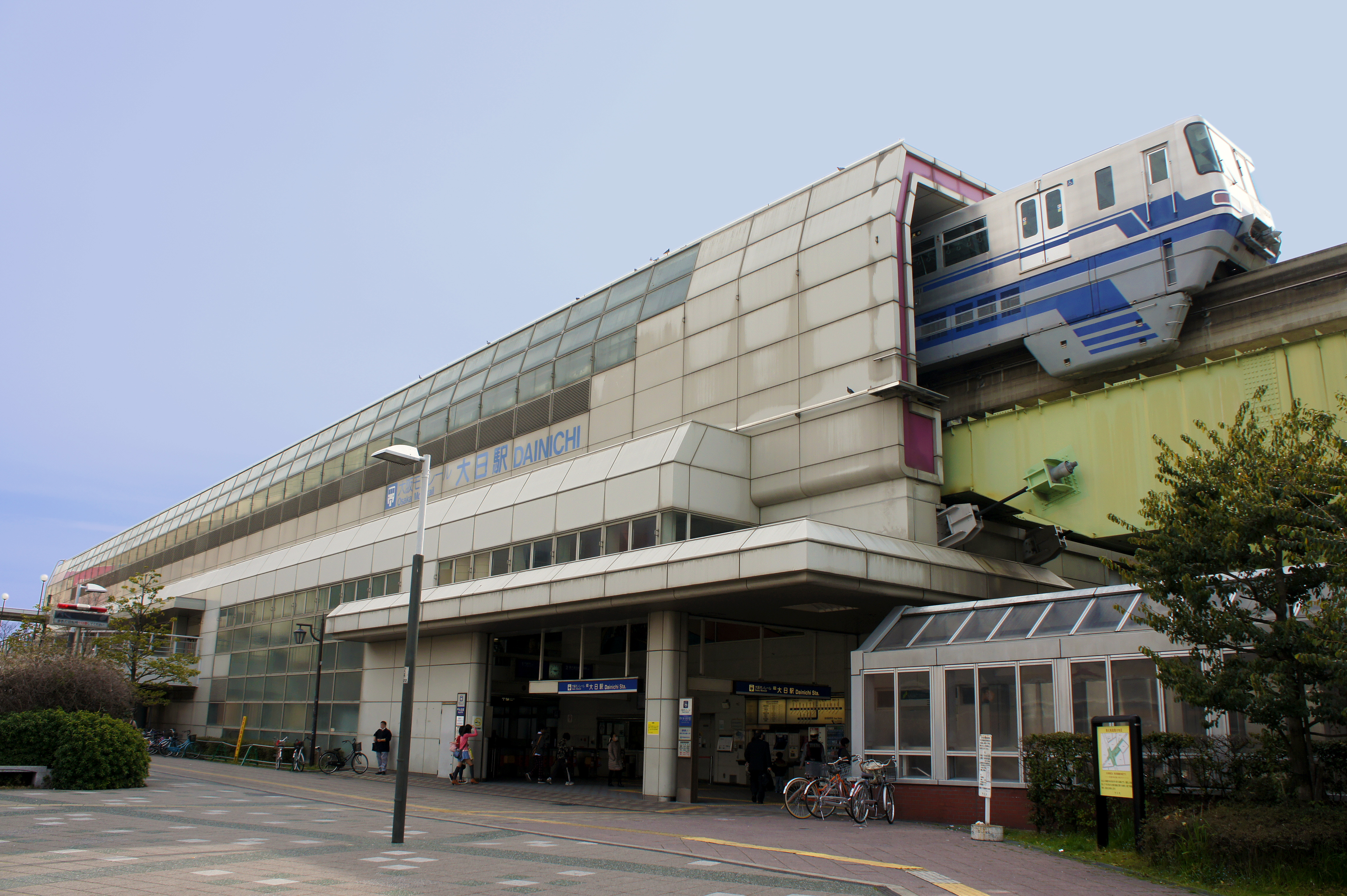
大阪單軌電車線大日車站

### 公路
快速道路
- 近畿自動車道：（攝津市） - 守口系統交流道（日语：守口ジャンクション） - （門真市）
- 阪神高速12號守口線：（大阪市） - 守口出入口 - 守口系統交流道

## 教育
轄內的高等教育學校有於1988年成立的大阪國際大學，其前身可以追溯至1929年成立的帝國高等女學校，該校後來衍伸出學校法人大阪國際學園，現在該學園在守口市內設有大阪國際大學、大阪国际大学短期大学部、大阪國際瀧井高等學校、大阪國際大和田中學校、高等學校一系列的學校。
此外關西醫科大學的附設教學醫院關西醫科大學綜合醫療中心由於位於守口市內，該醫院實質上也相當於關西醫科大學在守口市內的校區。

## 姊妹、友好城市

### 海外
- 新威斯敏斯特（加拿大不列颠哥伦比亚省）
- 中山市（中國廣東省）

## 本地出身之名人
- 神戶守：動畫導演
- 岩田稔：棒球選手
- 森本亮治：演員
- 絢香：歌手
- 劍晃敏志:小結

## 外部連結
- （日語） 守口市政府的Facebook專頁
- （日語） 守口市的Instagram帳戶
- （日語） YouTube上的守口市頻道